# محمد فاخر
محمد فاخر (انگلیسی: Mohamed Fakhir؛ زادهٔ ۱۹ اکتبر ۱۹۵۳) بازیکن سابق و مربی فوتبال اهل مراکش است.
از باشگاه‌هایی که در آن بازی کرده‌است می‌توان به باشگاه فوتبال الرجا اشاره کرد.